# Сеульська премія
Сеульська премія (кор. 더 서울어워즈, англ. The Seoul Awards) — південнокорейська премія, що вручається за заслуги у сфері південнокорейських фільмів і драм. Премія була заснована Sports Seoul у 2017 році.
Після 2018 року вручення премії припинилося, а офіційний сайт премії більше недоступний.

## Місце проведення
| № | Дата           | Місце              | Ведучі                  | Прим.       |
| - | -------------- | ------------------ | ----------------------- | ----------- |
| 1 | 27 жовтня 2017 | Університет Кьонхі | Кім А Джун, Чон Хьон Му | [ 5 ] [ 4 ] |
| 2 | 27 жовтня 2018 | Університет Кьонхі | Кім А Джун, Чон Хьон Му | [ 6 ] [ 7 ] |

## Категорії
- Великий приз
- Найкращий актор
- Найкраща акторка
- Найкращий актор другого плану
- Найкраща акторка другого плану
- Найкращий новий актор
- Найкраща нова акторка
- Особлива нагорода за акторську гру
- Нагорода за популярність

## Великий приз
| № | Рік  | Категорія   | Переможець               | Примітки     |
| - | ---- | ----------- | ------------------------ | ------------ |
| 1 | 2017 | Кіно        | «Анархіст із колонії»    | [ 8 ] [ 2 ]  |
| 1 | 2017 | Телебачення | «Незнайомець»            | [ 8 ] [ 2 ]  |
| 2 | 2018 | Кіно        | «Шпигун пішов на північ» | [ 9 ] [ 10 ] |
| 2 | 2018 | Телебачення | «Мій Аджоссі»            | [ 9 ] [ 10 ] |

## Кіно

### Найкращий актор/акторка
| Рік  | Переможці  | Переможці                    | Переможці  | Переможці         |
| Рік  | Актор      | Робота                       | Акторка    | Робота            |
| ---- | ---------- | ---------------------------- | ---------- | ----------------- |
| 2017 | Сон Кан Хо | «Таксист»                    | На Мун Хі  | «Я можу говорити» |
| 2018 | Ха Чон У   | «Разом із богами: Два світи» | Сон Є Джін | «Бути з тобою»    |

### Найкращий актор другого плану/акторка другого плану
| Рік  | Переможці    | Переможці                                              | Переможці   | Переможці                    |
| Рік  | Актор        | Робота                                                 | Акторка     | Робота                       |
| ---- | ------------ | ------------------------------------------------------ | ----------- | ---------------------------- |
| 2017 | Кім Джу Хьок | «Конфіденційне завдання»                               | Лі Чон Хьон | «Прикордонний острів»        |
| 2018 | Чу Чі Хун    | «Разом із богами: Два світи», «Шпигун пішов на північ» | Є Су Джін   | «Разом із богами: Два світи» |

### Найкращий новий актор/нова акторка
| Рік  | Переможці    | Переможці      | Переможці  | Переможці                     |
| Рік  | Актор        | Робота         | Акторка    | Робота                        |
| ---- | ------------ | -------------- | ---------- | ----------------------------- |
| 2017 | Рьо Чун Йоль | «Король»       | Чхве Хі Со | «Анархіст із колонії»         |
| 2018 | Нам Чу Хьок  | «Велика битва» | Кім Да Мі  | «Відьма. Частина 1: Диверсія» |

## Телебачення

### Найкращий актор/акторка
| Рік  | Переможці   | Переможці            | Переможці   | Переможці                 |
| Рік  | Актор       | Робота               | Акторка     | Робота                    |
| ---- | ----------- | -------------------- | ----------- | ------------------------- |
| 2017 | Чі Сон      | «Невинний підсудний» | Пак По Йон  | «Сильна жінка То Бон Сун» |
| 2018 | Лі Бьон Хон | «Містер Саншайн»     | Кім Нам Джу | «Туманний»                |

### Найкращий актор другого плану/акторка другого плану
| Рік  | Переможці   | Переможці        | Переможці | Переможці    |
| Рік  | Актор       | Робота           | Акторка   | Робота       |
| ---- | ----------- | ---------------- | --------- | ------------ |
| 2017 | Чон Сан Хун | «Гідна леді»     | Лі Ха Ні  | «Повстанець» |
| 2018 | Ю Йон Сок   | «Містер Саншайн» | Мун Со Рі | «Життя»      |

### Найкращий новий актор/нова акторка
| Рік  | Переможці   | Переможці                          | Переможці | Переможці                  |
| Рік  | Актор       | Робота                             | Акторка   | Робота                     |
| ---- | ----------- | ---------------------------------- | --------- | -------------------------- |
| 2017 | Кім Мін Сок | «Невинний підсудний»               | Юн Со Хі  | «Імператор: Володар маски» |
| 2018 | Пак Хе Су   | «Навчальний посібник для в'язниць» | Чо Бо А   | «Прощавай, До побачення»   |

## Інші нагороди

### Нагорода за популярність
| Рік  | Переможці    | Переможці                    | Переможці   | Переможці                    |
| Рік  | Актор        | Робота                       | Акторка     | Робота                       |
| ---- | ------------ | ---------------------------- | ----------- | ---------------------------- |
| 2017 | Ім Сі Ван    | «Безжальний»                 | Ім Юна      | «Конфіденційне завдання»     |
| 2017 | Пак Хьон Сік | «Сильна жінка То Бон Сун»    | Кім Се Джон | «Школа 2017»                 |
| 2018 | D.O.         | «Разом із богами: Два світи» | Сон Є Джін  | «Бути з тобою», «Переговори» |
| 2018 | Чон Хе Ін    | «Якось під дощем»            | Сохьон      | «Час»                        |

### Особлива нагорода за акторську гру
| Рік  | Переможець | Робота                  |
| ---- | ---------- | ----------------------- |
| 2017 | Кім Су Ан  | «Прикордонний острів»   |
| 2018 | Хо Чун Хо  | «Прийди та обійми мене» |

### Нагорода «Артист корейської хвилі»
| Рік  | Переможець | Робота            |
| ---- | ---------- | ----------------- |
| 2018 | Чон Хе Ін  | «Якось під дощем» |